# V (album của Vanessa Hudgens)
V là album đầu tay của ca sĩ người Mỹ Vanessa Hudgens, đầu tiên được phát hành vào ngày 26 tháng 9 năm 2006, bởi hãng thu âm Hollywood. Hudgens nói rằng tựa đề của album nghĩa là Vanessa, nhưng cũng có nghĩa là variety (tiếng Việt: nhiều), bởi vì album là sự pha trộn của thể loại nhạc và phong cách. V đã bán được hơn 570,000 bản ở Hoa Kỳ tính đến tháng 8 năm 2009. Hudgens đã ủng hộ album với The Party's Just Begun Tour và High School Musical: The Concert.

## Số lượng
Album ngày đầu ra mắt chỉ bán được 34.000 bản, hiện tại bán được hơn 500.000 bản.

## Đĩa đơn
Album đã cho ra đời 2 single: "Say Ok" và "Come Back To Me", nhưng "Come Back To Me" không được chào đón nồng nhiệt lắm nên chỉ được chiếu trên Disney, không có sự hiện diện trên MTV. "Say Ok" là single tương đối thành công của Vanessa. Album này không thành công như album Headstrong của người bạn diễn Ashley Tisdale.

## Hạng mục
Album ngày đầu ra mắt đứng thứ 24 Billboard. Single "Say Ok" đứng thứ 2 Pop 10 MTV, video chính thức trên YouTube đã có hơn 92 triệu lượt xem.

## Nhân viên[8]
- Vanessa Hudgens – hát
- Vanessa Hudgens, Ulrika Lundkvist, Bridget Benenate, Char Licera, Anna Nordell, Jeanette Olsson, Keely Pressly, Dionyza Sutton, Leah Haywood – hát đệm
- Jack Daley – bass
- Bradley Polan, Jay Jay – trống
- Tyrone Johnson, Scott Jacoby, Daniel James, Tim Pierce, Matthew Gerrard, Darren Elliott – guitar
- Matthew Gerrard, Leah Haywood – bàn phím
- Mattias Bylund – piano
- Irene Bylund – viola
- Martin Bylund – violin

### Nhân viên sản xuất
- Điều hành sản xuất – Jon Lind, Mio Vukovic & Johnny Vieira.
- Nhà sản xuất – Antonina Armato, Tim James, Wizard of Oz, Arnthor, Matthew Gerrard, Jay Jay, David Norland, Leah Haywood, Daniel James, Kent Larsson, AJ Junior, Johnny Vieira.
- Sản xuất bổ sung – Leah Haywood & Daniel James (In Tracks: 11, 12).
- Sắp xếp giọng ca – David Norland, Leah Haywood & Daniel James.
- Kỹ sư – Nigel Lundemo, Brian Reeves, Wizard of Oz, Jake Davies & Ben Eggehorn.
- Nghệ thuật & tiết mục – Jon Lind & Mio Vukovic.
- Nhiếp ảnh gia – Andrew McPherson.
- Chỉ đạo nghệ thuật & thiết kế – Enny Joo.

## Danh sách bài hát

### Phiên bản bình thường
| STT              | Nhan đề                      | Sáng tác                                        | Nhà sản xuất                                            | Thời lượng |
| ---------------- | ---------------------------- | ----------------------------------------------- | ------------------------------------------------------- | ---------- |
| 1.               | "Come Back to Me"            | Antonina Armato, Tim James                      | Antonina Armato, Tim James, Peter Beckett, J.C. Crowley | 2:46       |
| 2.               | "Let Go"                     | A.Bojanic, E.Hooper, I.Levan                    | Wizards of Oz                                           | 2:48       |
| 3.               | "Say OK"                     | Arnthor Birgisson, Savan Kotecha                | Arnthor                                                 | 3:41       |
| 4.               | "Never Underestimate a Girl" | Matthew Gerrard, Robbie Nevil                   | Matthew Gerrard                                         | 3:01       |
| 5.               | "Let's Dance"                | Matthew Gerrard, Jonas Jeberg, Bridget Benenate | Matthew Gerrard, Jay Jay                                | 2:52       |
| 6.               | "Drive"                      | Leah Haywood, David Norland                     | David Norland                                           | 3:25       |
| 7.               | "Afraid"                     | Daniel James, Leah Haywood, Bradley Spalter     | Daniel James, Leah Haywood                              | 3:17       |
| 8.               | "Promise"                    | Daniel James, Leah Haywood, Shelly Peiken       | Daniel James, Leah Haywood                              | 3:16       |
| 9.               | "Whatever Will Be"           | Savan Kotecha, Carl Falk, Jake Shultze          | Kent Larsson, AJ Junior                                 | 3:47       |
| 10.              | "Rather Be with You"         | A. Bojanic, E.Hooper                            | Wizards of Oz                                           | 3:33       |
| 11.              | "Psychic"                    | Johnny Vieira                                   | Johnny Vieira                                           | 3:01       |
| 12.              | "Lose Your Love"             | Johnny Vieira                                   | Johnny Vieira                                           | 3:01       |
| Tổng thời lượng: | Tổng thời lượng:             | Tổng thời lượng:                                | Tổng thời lượng:                                        | 38:28      |

Chú thích Sample
- "Come Back to Me" chứa sample từ bài hát "Baby Come Back" biểu diễn bởi ban nhạc Player.

### Bonus tracks
| Chỉ có ở Wal-Mart | Chỉ có ở Wal-Mart | Chỉ có ở Wal-Mart                  | Chỉ có ở Wal-Mart          | Chỉ có ở Wal-Mart |
| STT               | Nhan đề           | Sáng tác                           | Nhà sản xuất               | Thời lượng        |
| ----------------- | ----------------- | ---------------------------------- | -------------------------- | ----------------- |
| 13.               | "Too Emotional"   | Antonina Armato, Tim James, Scappa | Antonina Armato, Tim James | 2:50              |
| 14.               | "Drip Drop"       | Alex Cantrall                      | Alex Cantrall              | 3:38              |

### Phiên bản cao cấp
| CD               | CD                                            | CD                                              | CD                                                      | CD         |
| STT              | Nhan đề                                       | Sáng tác                                        | Nhà sản xuất                                            | Thời lượng |
| ---------------- | --------------------------------------------- | ----------------------------------------------- | ------------------------------------------------------- | ---------- |
| 1.               | "Come Back to Me"                             | Antonina Armato, Tim James                      | Antonina Armato, Tim James, Peter Beckett, J.C. Crowley | 2:46       |
| 2.               | "Let Go"                                      | A.Bojanic, E.Hooper, I.Levan                    | Wizards of Oz                                           | 2:48       |
| 3.               | "Say OK"                                      | Arnthor Birgisson, Savan Kotecha                | Arnthor                                                 | 3:41       |
| 4.               | "Never Underestimate a Girl"                  | Matthew Gerrard, Robbie Nevil                   | Matthew Gerrard                                         | 3:01       |
| 5.               | "Let's Dance"                                 | Matthew Gerrard, Jonas Jeberg, Bridget Benenate | Matthew Gerrard, Jay Jay                                | 2:52       |
| 6.               | "Drive"                                       | Leah Haywood, David Norland                     | David Norland                                           | 3:25       |
| 7.               | "Afraid"                                      | Daniel James, Leah Haywood, Bradley Spalter     | Daniel James, Leah Haywood                              | 3:17       |
| 8.               | "Promise"                                     | Daniel James, Leah Haywood, Shelly Peiken       | Daniel James, Leah Haywood                              | 3:16       |
| 9.               | "Whatever Will Be"                            | Savan Kotecha, Carl Falk, Jake Shultze          | Kent Larsson, AJ Junior                                 | 3:47       |
| 10.              | "Rather Be with You"                          | A. Bojanic, E.Hooper                            | Wizards of Oz                                           | 3:33       |
| 11.              | "Psychic"                                     | Johnny Vieira                                   | Johnny Vieira                                           | 3:01       |
| 12.              | "Lose Your Love"                              | Johnny Vieira                                   | Johnny Vieira                                           | 3:01       |
| 13.              | "Too Emotional"                               | Antonina Armato, Tim James, Scappa              | Antonina Armato, Tim James                              | 2:50       |
| 14.              | "Drip Drop"                                   | Alex Cantrall                                   | Alex Cantrall                                           | 3:38       |
| 15.              | "Don't Talk"                                  | Antonina Armato, Tim James, Scappa              | Antonina Armato, Tim James                              | 2:37       |
| 16.              | "Make You Mine"                               | Matthew Gerrard, Kara DioGuardi                 | Matthew Gerrard                                         | 3:42       |
| 17.              | "Come Back to Me (Chris Cox Remix Radio Mix)" | Antonina Armato, Tim James                      | Antonina Armato, Tim James, Peter Beckett, J.C. Crowley | 4:23       |
| 18.              | "Come Back to Me (Chris Cox Remix Club Mix)"  | Antonina Armato, Tim James                      | Antonina Armato, Tim James, Peter Beckett, J.C. Crowley | 9:26       |
| Tổng thời lượng: | Tổng thời lượng:                              | Tổng thời lượng:                                | Tổng thời lượng:                                        | 65:04      |

| DVD              | DVD                                              | DVD        |
| STT              | Nhan đề                                          | Thời lượng |
| ---------------- | ------------------------------------------------ | ---------- |
| 1.               | "Come Back to Me" (Video ca nhạc)                | 2:49       |
| 2.               | "Say OK" (Video ca nhạc)                         | 3:39       |
| 3.               | "Come Back to Me" (Video ca nhạc Phiên bản Live) | 2:56       |
| 4.               | "Say OK" (Video ca nhạc Phiên bản Live)          | 3:28       |
| 5.               | "Phỏng vấn với Vanessa Hudgens"                  | 3:08       |
| Tổng thời lượng: | Tổng thời lượng:                                 | 16:00      |

## Bảng xếp hạng và doanh số chứng nhận
| Bảng xếp hạng (2006–2007) | Vị trí cao nhất |
| ------------------------- | --------------- |
| French Albums Chart       | 59              |
| Irish Albums Chart        | 27              |
| New Zealand Albums Chart  | 35              |
| U.S. Billboard 200        | 24              |

| Đất nước  | Nhà cung cấp | Chứng nhận | Lượng tiêu thụ |
| --------- | ------------ | ---------- | -------------- |
| Argentina | CAPIF        | Bạch kim   | -              |
| Hoa Kỳ    | RIAA         | Vàng       | 570,000        |

## Lịch sử phát hành
| Quốc gia           | Ngày phát hành            | Hãng ghi âm           | Catalog |
| ------------------ | ------------------------- | --------------------- | ------- |
| Hoa Kỳ             | ngày 26 tháng 9 năm 2006  | Hãng ghi âm Hollywood | 62638   |
| Brasil             | ngày 30 tháng 10 năm 2006 | Universal Music       |         |
| Ý                  | ngày 1 tháng 12 năm 2006  | EMI                   |         |
| Vương quốc Anh     | ngày 4 tháng 12 năm 2006  | Hãng ghi âm Angel     | 18      |
| Đức                | ngày 9 tháng 2 năm 2007   | EMI                   |         |
| Hoa Kỳ (Bonus DVD) | ngày 10 tháng 6 năm 2008  | Hãng ghi âm Hollywood |         |